# Élections sénatoriales de 1986 dans l'Yonne
Les élections sénatoriales dans l'Yonne ont eu lieu le dimanche 28 septembre 1986. 

## Contexte départemental
Lors des élections sénatoriales du 25 septembre 1977 dans l'Yonne, un sénateur UDF et un sénateur RPR ont été élus.
Depuis, tous les effectifs du collège électoral des grands électeurs ont été renouvelés, avec les élections municipales de 1983, les élections cantonales de 1982 et 1985, les élections législatives de 1986 et les élections régionales de 1986.

## Sénateurs sortants
| Sénateur | Sénateur        | Parti | Autres mandats |
| -------- | --------------- | ----- | --- |
|          | Paul Guillaumot | UDF   | Conseiller général, maire de Taingy                                                                                     |
|          | Jean Chamant    | RPR   | Maire d'Avallon, conseiller régional, ancien ministre, ancien député, ancien président du Conseil régional de Bourgogne |

## Résultats
| Candidat       | Candidat           | Parti          | Premier tour | Premier tour |
| Candidat       | Candidat           | Parti          | Voix         | %            |
| -------------- | ------------------ | -------------- | ------------ | ------------ |
|                | Henri de Raincourt | UDF            | 689          | 69,46        |
|                | Jean Chamant       | RPR            | 676          | 68,15        |
|                | Pierre Wattiez     | PS             | 147          | 14,82        |
|                | Paul Girard        | PS             | 141          | 14,21        |
|                | Pierre Raymond     | DVD            | 91           | 9,17         |
|                | Marc Masson        | UDF            | 88           | 8,87         |
|                | André Durand       | PCF            | 51           | 5,14         |
|                | Pierre Vigreux     | PCF            | 51           | 5,14         |
|                |                    |                |              |              |
| Inscrits       | Inscrits           | Inscrits       | 1 007        | 100,00       |
| Abstentions    | Abstentions        | Abstentions    | 4            | 0,40         |
| Votants        | Votants            | Votants        | 1 003        | 99,60        |
| Blancs et nuls | Blancs et nuls     | Blancs et nuls | 11           | 1,10         |
| Exprimés       | Exprimés           | Exprimés       | 992          | 98,90        |

## Sénateurs élus
| Sénateur | Sénateur           | Parti |
| -------- | ------------------ | ----- |
|          | Henri de Raincourt | UDF   |
|          | Jean Chamant       | RPR   |